# Puchar UEFA (1994/1995)
Puchar UEFA 1994/1995 (ang. 1994–1995 UEFA Cup) – 24. edycja międzynarodowego klubowego turnieju piłki nożnej Puchar UEFA, zorganizowana przez Unię Europejskich Związków Piłkarskich w terminie 9 sierpnia 1994 – 17 maja 1995. W rozgrywkach zwyciężyła drużyna Parma.

## Runda kwalifikacyjna
| FC Aarau – NK Mura 1:0 i 1:0 1 09.08 1994 1:0 Kucharski 71 2 23.08 1994 1:0 Skrzypczak 17 |
| Inter Slovnaft Bratysława – Myllykosken Pallo-47 0:3 i 1:0 1 09.08 1994 0:1 Kolkka 11, 0:2 Kolkka 30, 0:3 Rajamaki 49 2 23.08 1994 1:0 Rupec 3 |
| Anorthosis Famagusta – FK Szumen 2:0 i 2:1 1 09.08 1994 1:0 Charalambous 19, 2:0 Nikolić 40 2 23.08 1994 0:1 Iskrenow 43k, 1:1 Assiotis 60, 2:1 Gogić 82 |
| Aris FC – Hapoel Beer Szewa 3:1 i 2:1 1 09.08 1994 1:0 Sapountzis 8, 1:1 Gusiejnow 14, 2:1 Sapountzis 64k, 3:1 Ivan 89 2 23.08 1994 1:0 Boujouklis 30, 1:1 Madar 45, 2:1 Milojević 55 |
| Bangor City – Íþróttabandalag Akraness 1:2 i 0:2 1 09.08 1994 0:1 Reynisson 44, 0:2 Jonasson 47, 1:2 Motramm 53 2 24.08 1994 0:1 Ingolfsson 8, 0:2 Thordarsson 21 |
| FC København – Jazz Pori 0:1 i 4:0 1 09.08 1994 0:1 Ruhanen 33 2 23.08 1994 1:0 Johansen 54, 2:0 M. Nielsen 81, 3:0 Frandsen 83, 4:0 A. Nielsen 87 |
| CSKA Sofia – Ararat Erywań 3:0 i 0:0 1 09.08 1994 1:0 Tanew 20, 2:0 Koiłow 44, 3:0 Sziszkow 75 2 23.08 1994 |
| Fimleikafélag Hafnarfjarðar – Linfield F.C. 1:0 i 1:3 1 09.08 1994 1:0 Magnusson 74 2 23.08 1994 0:1 Beatty 15, 1:1 Podunavac 21, 1:2 Gorman 31, 1:3 Peebles 36 |
| Fenerbahçe SK – Turan Tovuz 5:0 i 2:0 1 09.08 1994 1:0 Bülent 16, 2:0 Aykut 43, 3:0 Aykut 66, 4:0 Nielsen 81, 5:0 Aygun 88 2 23.08 1994 1:0 Ali Nail 83k, 2:0 Ogün 87 |
| Górnik Zabrze – Shamrock Rovers 7:0 i 1:0 1 09.08 1994 1:0 Szemoński 30, 2:0 Bałuszyński 35k, 3:0 Koseła 52, 4:0 Bałuszyński 61, 5:0 Orzeszek 78, 6:0 Kubik 80, 7:0 Szemoński 83 2 23.08 1994 1:0 Bałuszyński 48 |
| GÍ Gøta – Trelleborgs FF 0:1 i 2:3 1 09.08 1994 0:1 Karlsson 44 2 23.08 1994 0:1 Karlsson 6k, 0:2 Eriksson 12, 0:3 Rasmusson 48, 1:3 H. Jannskor 55, 2:3 M. Jannskor 83 |
| CS Grevenmacher – Rosenborg BK 1:2 i 0:6 1 09.08 1994 0:1 Leonhardsen 4, 1:1 A. Silva 83, 1:2 Løken 89k 2 23.08 1994 0:1 Strand 37, 0:2 Bergersen 45, 0:3 Jakobsen 62, 0:4 Brattbakk 77, 0:5 Brattbakk 84, 0:6 Strand 87 |
| Inter Cardiff – GKS Katowice 0:2 i 0:6 1 09.08 1994 0:1 Sermak 84k, 0:2 Sermak 89 2 23.08 1994 0:1 Walczak 25, 0:2 Maciejewski 33, 0:3 Maciejewski 45k, 0:4 Jojko 75k, 0:5 Walczak 83, 0:6 Wolny 89 |
| Budapest Honvéd – Zimbru Kiszyniów 4:1 i 1:0 1 09.08 1994 1:0 Ules 27, 1:1 Timbur 58, 2:1 Pisont 60, 3:1 Ules 68, 4:1 Hamar 76 2 23.08 1994 1:0 Orosz 83 |
| Lillestrøm SK – Szachtar Donieck 4:1 i 0:2 1 09.08 1994 1:0 Hedman 2, 2:0 R. Johansen 42, 3:0 Gulbrandsen 49, 3:1 Petrow 58, 4:1 Pedersen 68 2 23.08 1994 0:1 Orbu 49, 0:2 Petrow 58 |
| Dynama Mińsk – Hibernians FC 3:1 i 3:4 (dog) 1 09.08 1994 0:1 Lorenz 6, 1:1 Kaszencew 69, 2:1 Kaczuro 78, 3:1 Jaskowicz 85 2 23.08 1994 0:1 Ostrovski 35s, 1:1 Jurawin 44k, 1:2 Xerri 71, 1:3 Spiteri 90, 2:3 Płaskiewicz 94, 3:3 Spiteri 105s, 3:4 Miller 109 |
| Motherwell – HB Tórshavn 3:0 i 4:1 1 09.08 1994 1:0 Coyne 20, 2:0 McGrillen 34, 3:0 Kirk 83 2 23.08 1994 1:0 Kirk 13, 2:0 Davies 20, 2:1 Hansen 59, 3:1 Kirk 69, 4:1 Burns 88 |
| Odense Boldklub – Tallinna FC Flora 3:0 i 3:0 1 09.08 1994 1:0 Thorup 13, 2:0 Schjönberg 58, 3:0 Madsen 89 2 23.08 1994 1:0 Hemmingsen 19, 2:0 Hemmingsen 49, 3:0 Tchami 68 |
| Olimpija Lublana – Lewski Sofia 3:2 i 2:1 1 09.08 1994 1:0 Dosti 35, 2:0 Dosti 37, 2:1 Sirakow 57, 2:2 Sirakow 72, 3:2 Dosti 73 2 23.08 1994 0:1 Stoiłow 2, 1:1 Novak 24, 2:1 Paulin 89 |
| Portadown – Slovan Bratysława 0:2 i 0:3 1 09.08 1994 0:1 Timko 58, 0:2 Rusnak 75 2 23.08 1994 0:1 Faktor 15, 0:2 Tittel 33, 0:3 Rusnak 65 |
| ROMAR Możejki – AIK Fotboll 0:2 i 0:2 1 09.08 1994 0:1 Johansson 26, 0:2 Simpson 60 2 23.08 1994 0:1 Lidman 21, 0:2 Lidman 63 |
| Skonto FC – Aberdeen F.C. 0:0 i 1:1 1 09.08 1994 2 23.08 1994 1:0 Semenov 55, 1:1 Kane 90 |
| Slavia Praga – Cork City 2:0 i 4:0 1 09.08 1994 1:0 Smicer 36, 2:0 Suchopárek 69 2 23.08 1994 1:0 Hogen 33, 2:0 Vadura 49, 3:0 Hogen 50, 4:0 Berger 90 |
| Dinamo Tbilisi – Universitatea Krajowa 2:0 i 2:1 1 09.08 1994 1:0 Kinkładze 27, 2:0 Sz. Arweładze 59 2 23.08 1994 1:0 Kewalaszwili 3, 1:1 Pigulea 59, 2:1 Kimbladze 86 |
| Teuta Durrës – Apollon Limassol 1:4 i 2:4 1 09.08 1994 1:0 Fraholli 12, 1:1 Spoljarić 57, 1:2 Krcmarević 80, 1:3 Scepović 82, 1:4 Krcmarević 84 2 23.08 1994 0:1 Scepović 24, 0:2 Scepović 34, 0:3 Chatziloisou 60, 1:3 Citsa 73, 2:3 Abazi 78, 2:4 Pittas 89 |
| Valletta – Rapid Bukareszt 2:6 i 1:1 1 09.08 1994 0:1 Chebac 5, 0:2 Vladoiu 14, 1:2 Agius 16, 1:3 Vladoiu 47, 2:3 Zerafa 68, 2:4 Tira 74, 2:5 Chirita 77, 2:6 Voinea 79 2 23.08 1994 1:0 Agius 22, 1:1 Tira 32 |
| Wardar Skopje – Békéscsabai Előre FC 1:1 i 0:1 1 09.08 1994 1:0 Milosevski 38, 1:1 Mracsko 44 2 23.08 1994 0:1 Csato 61 |
| Wolny los: CS Marítimo, Admira Wacker Wiedeń, Athletic Bilbao, Royal Antwerp FC, Newcastle United, FC Sion, Bayer 04 Leverkusen, PSV Eindhoven, Blackburn Rovers, Boavista FC, Girondins Bordeaux, Borussia Dortmund, AS Cannes, Juventus F.C., Inter Mediolan, Aston Villa, 1. FC Kaiserslautern, S.S. Lazio, SSC Napoli, Eintracht Frankfurt, Olympiakos SFP, Olympique Marsylia, Sporting Charleroi, Real Madryt, Sporting CP, Deportivo La Coruña, Rotor Wołgograd, FC Nantes, RFC Seraing, Dinamo Moskwa, Tirol Innsbruck, Tiekstilszczik Kamyszyn, Trabzonspor, Dinamo Bukareszt, FC Twente, SBV Vitesse, AC Parma |

## 1/32 finału
| FC Aarau – CS Marítimo 0:0 i 0:1 1 13.09 1994 2 27.09 1994 0:1 Paulo Alves 60 |
| Admira Wacker Wiedeń – Górnik Zabrze 5:2 i 1:1 1 13.09 1994 1:0 Gager 7k, 2:0 Schiener 18, 2:1 Szemoński 26, 2:2 Orzeszek 44, 3:2 Gager 60k, 4:2 Klausz 66, 5:2 Wałdoch 90s 2 27.09 1994 0:1 Bałuszyński 30, 1:1 Litowczenko 45 |
| AIK Fotboll – Slavia Praga 0:0 i 2:2 1 13.09 1994 2 27.09 1994 0:1 Suchopárek 26, 1:1 Lidman 35, 1:2 Bejbl 57, 2:2 Sundgren 81 |
| Anorthosis Famagusta – Athletic Bilbao 2:0 i 0:3 1 13.09 1994 1:0 Gogić 6, 2:0 Tambouris 51 2 27.09 1994 0:1 Guerrero 17, 0:2 A. Panajotou 34s, 0:3 Andrinua 89 |
| Royal Antwerp FC – Newcastle United 0:5 i 2:5 1 13.09 1994 0:1 Lee 1, 0:2 Lee 9, 0:3 Sellara 40, 0:4 Lee 51, 0:5 Watson 78 2 27.09 1994 0:1 Lee 11, 0:2 Cole 26, 0:3 Beardsley 36k, 0:4 Cole 39, 1:4 Kiekens 75, 2:4 Severeyns 77, 2:5 Cole 88 |
| Apollon Limassol – FC Sion 1:3 i 3:2 (dog) 1 13.09 1994 1:0 Krcmarević 36, 1:1 Bonvin 70, 1:2 Marin 83, 1:3 Marin 85 2 27.09 1994 1:0 Krcmarević 43, 2:0 Spoljarić 66, 3:0 Scepović 77, 3:1 Marin 89, 3:2 Orlando 101 |
| Bayer 04 Leverkusen – PSV Eindhoven 5:4 i 0:0 1 13.09 1994 1:0 Kirsten 5, 1:1 Ronaldo 11k, 2:1 Dooley 14, 3:1 Kirsten 16, 4:1 Kirsten 41, 4:2 Ronaldo 45, 4:3 Ronaldo 61, 5:3 Schuster 73, 5:4 Nilis 88 2 27.09 1994 |
| Blackburn Rovers – Trelleborgs FF 0:1 i 2:2 1 13.09 1994 0:1 Sandell 71 2 27.09 1994 1:0 Sutton 18, 1:1 Karlsson 50, 2:1 Shearer 83, 2:2 Karlsson 85 |
| Boavista FC – Myllykosken Pallo-47 2:1 i 1:1 1 13.09 1994 1:0 Artur 2, 1:1 Laaksonen 42, 2:1 Gomes 53 2 27.09 1994 0:1 Gronholm 75, 1:1 Artur 89k |
| Girondins Bordeaux – Lillestrøm SK 3:1 i 2:0 1 13.09 1994 1:0 Dugarry 4, 1:1 Huard 5s, 2:1 Johnsen 37s, 3:1 Richard Witschge 84 2 27.09 1994 1:0 Zidane 2, 2:0 Foumier 15 |
| Borussia Dortmund – Motherwell 1:0 i 2:0 1 13.09 1994 1:0 A. Möller 58 2 28.09 1994 1:0 Riedle 54, 2:0 Riedle 64 |
| AS Cannes – Fenerbahçe SK 4:0 i 5:1 1 13.09 1994 1:0 Durix 49k, 2:0 Kozniku 56, 3:0 Horlaville 67, 4:0 Kozniku 80 2 27.09 1994 1:0 Tayfur 21s, 2:0 Horlaville 24, 3:0 Micoud 53, 3:1 Bülent 60, 4:1 Horlaville 63, 5:1 Vieira 79 |
| CSKA Sofia – Juventus F.C. 0:3vo i 1:5 1 13.09 1994 0:1 Porrini 35, 1:1 Michtarski 44, 2:1 Radukanow 70, 2:2 Del Piero 75, 3:2 Michtarski 82 (mecz zakończył się wynikiem 3:2 dla CSKA, jednak z powodu gry nieuprawionego zawodnika został zweryfikowany na walkower 0:3 dla Juventusu) 2 27.09 1994 0:1 Ravanelli 9, 0:2 Ravanelli 65, 0:3 Ravanelli 69, 0:4 Ravanelli 81, 0:5 Ravanelli 83, 1:5 Michtarski 90 |
| GKS Katowice – Aris FC 1:0 i 0:1 (dog), karne 4:3 1 13.09 1994 1:0 Maciejewski 20k 2 27.09 1994 0:1 Sapoutzis 47 |
| Inter Mediolan – Aston Villa 1:0 i 0:1 (dog), karne 3:4 1 15.09 1994 1:0 Bergkamp 76k 2 29.09 1994 0:1 Houghton 41 |
| Íþróttabandalag Akraness – 1. FC Kaiserslautern 0:4 i 1:4 1 13.09 1994 0:1 Hamann 32, 0:2 Andres 43, 0:3 Kuntz 51, 0:4 Kuka 58 (mecz w Reykjaviku) 2 27.09 1994 0:1 Kuka 56, 0:2 Wagner 60, 0:3 Haber 81, 0:4 Kuka 88, 1:4 Gislason 89 |
| Linfield F.C. – Odense Boldklub 1:1 i 0:5 1 13.09 1994 0:1 Schjönberg 46, 1:1 Anderson 86 2 27.09 1994 0:1 Nedergard 5, 0:2 Schjönberg 25, 0:3 Schjönberg 42k, 0:4 Thorup 40, 0:5 Nedergard 85 |
| Dynama Mińsk – S.S. Lazio 0:0 i 1:4 1 13.09 1994 2 27.09 1994 1:0 Kaczuro 9, 1:1 Ostrowski 45s, 1:2 Favalli 51, 1:3 Bokšić 74, 1:4 Fuser 84 |
| SSC Napoli – Skonto FC 2:0 i 1:0 1 13.09 1994 1:0 Carbone 30k, Carbone 49 2 27.09 1994 1:0 Buso 31 |
| Olimpija Lublana – Eintracht Frankfurt 1:1 i 0:2 1 15.09 1994 1:0 Siljak 3, 1:1 Legat 84 2 27.09 1994 0:1 Dickhaut 9, 0:2 Yeboah 84 |
| Olympiakos SFP – Olympique Marsylia 1:2 i 0:3 1 13.09 1994 0:1 Ferreri 31, 1:1 Ivić 57, 1:2 Marquet 79 2 27.09 1994 0:1 Cascarino 53, 0:2 Ferreri 88, 0:3 Cascarino 89 |
| FC Rapid Bukareszt – Sporting Charleroi 2:0 i 1:2 1 13.09 1994 1:0 Chirita 18, 2:0 Vladoiu 70 2 27.09 1994 1:0 Tira 47, 1:1 Balog 89, 1:2 Misse Misse 90 |
| Real Madryt – Sporting CP 1:0 i 1:2 1 13.09 1994 1:0 Martin Vázquez 11 2 27.09 1994 0:1 Sa Pinto 2, 1:1 M. Laudrup 15, 1:2 Océano 30 |
| Rosenborg BK – Deportivo La Coruña 1:0 i 1:4 (dog) 1 13.09 1994 1:0 Løken 52 2 27.09 1994 0:1 Bebeto 81, 0:2 Bebeto 98, 0:3 Donato 106k, 1:3 Brattbakk 107, 1:4 Bebeto 114 |
| Rotor Wołgograd – FC Nantes 3:2 i 0:3 1 13.09 1994 0:1 Ouedec 28, 1:1 Geraszczenko 42, 2:1 Niczajew 65, 3:1 Weretwennikow 76, 3:2 N’Doram 83 2 27.09 1994 0:1 Ouedec 29, 0:2 Ouedec 61, 0:3 Loko 75 |
| RFC Seraing – Dinamo Moskwa 3:4 i 1:0 1 13.09 1994 0:1 Smirnow 18, 0:2 Czericzew 25, 0:3 Simutenkow 44k, 0:4 Czericzew 61, 1:4 Wamberto 67, 2:4 Schaessens 75, 3:4 Edmilson 90 2 27.09 1994 1:0 Schaessens 87 |
| Slovan Bratysława – FC København 1:0 i 1:1 1 13.09 1994 1:0 Tomaschek 76 2 27.09 1994 1:0 Nigro 24, 1:1 Nielsen 45k |
| Dinamo Tbilisi – Tirol Innsbruck 1:0 i 1:5 1 13.09 1994 1:0 Arveladze 40 2 27.09 1994 0:1 Cerny 4, 0:2 Stöger 32, 0:3 Danek 35, 1:3 Arveladze 36, 1:4 Danek 56, 1:5 Janeschitz 89 |
| Tiekstilszczik Kamyszyn – Békéscsabai Előre FC 6:1 i 0:1 1 13.09 1994 0:1 Tarbas 18, 1:1 Gusakow 38, 2:1 Połstjanow 55, 3:1 Wołgin 58, 4:1 Filipow 80, 5:1 Filipow 90, 6:1 Połstjanow 90 (mecz w Moskwie) 2 27.09 1994 0:1 Csato 77 |
| Trabzonspor – Dinamo Bukareszt 2:1 i 3:3 1 13.09 1994 1:0 Ornan 7, 2:0 Soner 19, 2:1 Ivan 28 2 27.09 1994 0:1 Ceausila 9, 1:1 Ornan 21, 2:1 Ornan 23, 2:2 Niculescu 51, 3:2 Soner 78, 3:3 Lica 82 |
| FC Twente – Budapest Honvéd 1:4 i 3:1 1 13.09 1994 0:1 Kovacs 20, 1:1 Mois 38, 1:2 Kovacs 51, 1:3 Kovacs 74, 1:4 Hamar 86 2 27.09 1994 1:0 Vürens 34, 1:1 Illes 58, 2:1 Ellermann 67, 3:1 Boerebach 87 |
| SBV Vitesse – AC Parma 1:0 i 0:2 1 13.09 1994 1:0 Gillhaus 51 2 27.09 1994 0:1 Zola 24, 0:2 Zola 72 |

## 1/16 finału
| Admira Wacker Wiedeń – AS Cannes 1:1 i 4:2 1 18.10 1994 1:0 Gager 36, 1:1 Bedrossian 67 2 01.11 1994 1:0 Mayrleb 8, 2:0 Klausz 17, 3:0 Schiener 24, 3:1 Kozniku 49, 4:1 Klausz 56, 4:2 Charvet 87 |
| AIK Fotboll – AC Parma 0:1 i 0:2 1 18.10 1994 0:1 Crippa 72 2 01.11 1994 0:1 Minotti 5, 0:2 Minotti 16                                                                                            |
| Boavista FC – SSC Napoli 1:1 i 1:2 1 18.10 1994 1:0 Sánchez 26, 1:1 Carbone 58 2 01.11 1994 0:1 Agostini 18, 0:2 Agostini 35, 1:2 Luciano 77                                                      |
| GKS Katowice – Girondins Bordeaux 1:0 i 1:1 1 18.10 1994 1:0 Strojek 85 2 01.11 1994 0:1 Histiolles 18, 1:1 Walczak 70k                                                                           |
| 1. FC Kaiserslautern – Odense Boldklub 1:1 i 0:0 1 18.10 1994 0:1 Hemmingsen 72, 1:1 Sforza 74 2 01.11 1994                                                                                       |
| Budapest Honvéd – Bayer 04 Leverkusen 0:2 i 0:5 1 18.10 1994 0:1 Munch 16, 0:2 Paulo Sergio 80 2 01.11 1994 0:1 Kirsten 29, 0:2 Hapal 31, 0:3 Tolkmitt 60, 0:4 Kirsten 65, 0:5 Kirsten 69         |
| CS Marítimo – Juventus F.C. 0:1 i 1:2 1 18.10 1994 0:1 Ravanelli 78 2 01.11 1994 0:1 Ravanelli 34, 0:2 Ravanelli 53, 1:2 Paulo Alves 80                                                           |
| Dinamo Moskwa – Real Madryt 2:2 i 0:4 1 18.10 1994 0:1 Sandro 22, 1:1 Simutenkow 65, 2:1 Czernyszow 69, 2:1 Zamorano 73 2 01.11 1994 0:1 Zamorano 48, 0:2 Redondo 77, 0:3 Dani 89, 0:4 Dani 90    |
| FC Nantes – Tiekstilszczik Kamyszyn 2:0 i 2:1 1 18.10 1994 1:0 Ouedec 32k, 2:0 Ouedec 62 2 01.11 1994 1:0 Ouedec 48, 2:0 Ouedec 64, 2:1 Polszinow 67 (mecz w Moskwie)                             |
| Newcastle United – Athletic Bilbao 3:2 i 0:1 1 18.10 1994 1:0 Fox 9, 2:0 Beardsley 34k, 3:0 Cole 56, 3:1 Ciganda 71, 3:2 Suances 79 2 01.11 1994 0:1 Ciganda 66                                   |
| Rapid Bukareszt – Eintracht Frankfurt 2:1 i 0:5 1 18.10 1994 0:1 Furtok 64, 1:1 Vladoiu 67, 2:1 Voinea 77 2 01.11 1994 0:1 Bommer 10, 0:2 Yeboah 14, 0:3 Yeboah 17, 0:4 Furtok 65, 0:5 Furtok 67  |
| FC Sion – Olympique Marsylia 2:0 i 1:3 1 18.10 1994 1:0 Wicky 24, 2:0 Kunz 43 2 01.11 1994 1:0 Kunz 5, 1:1 Libbra 46, 1:2 Libbra 64, 1:3 Ferreri 73                                               |
| Slovan Bratysława – Borussia Dortmund 2:1 i 0:3 1 18.10 1994 0:1 A. Möller 17, 1:1 Rusnak 51, 2:1 Tittel 60 2 03.11 1994 0:1 A. Möller 15, 0:2 Riedle 46, 0:3 Riedle 68                           |
| Tirol Innsbruck – Deportivo La Coruña 2:0 i 0:4 1 18.10 1994 1:0 Sane 30, 2:0 Stöger 56 2 01.11 1994 0:1 Claudio 35, 0:2 Claudio 38, 0:3 Donato 39k, 0:4 Manjarin 71                              |
| Trabzonspor – Aston Villa 1:0 i 1:2 1 18.10 1994 1:0 Orhan 76 2 01.11 1994 0:1 Atkinson 77, 1:1 Orhan 90, 1:2 Ehiogu 90                                                                           |
| Trelleborgs FF – S.S. Lazio 0:0 i 0:1 1 18.10 1994 2 01.11 1994 0:1 Bokšić 90 |

## 1/8 finału
| Athletic Bilbao – AC Parma 1:0 i 2:4 1 22.11 1994 1:0 Ciganda 48 2 06.12 1994 0:1 Zola 21, 0:2 Dino Baggio 39, 0:3 Dino Baggio 55, 1:3 Sanchez Vales 64, 1:4 Fernando Couto 72, 2:4 Guerrero 83                    |
| Deportivo La Coruña – Borussia Dortmund 1:0 i 1:3 (dog) 1 22.11 1994 1:0 Bebeto 23 2 06.12 1994 0:1 Zorc 50, 1:1 Alfredo 102, 1:2 Riedle 115, 1:3 Ricken 118                                                       |
| GKS Katowice – Bayer 04 Leverkusen 1:4 i 0:4 1 22.11 1994 0:1 Kirsten 30, 0:2 Lehnhoff 41, 0:3 Kirsten 44, 1:3 Nikodem 54, 1:4 Lehnhoff 65 2 06.12 1994 0:1 Schuster 11, 0:2 Thorn 13, 0:3 Scholz 15, 0:4 Hapal 28 |
| Odense Boldklub – Real Madryt 2:3 i 2:0 1 22.11 1994 1:0 Schjönberg 45, 1:1 Zamorano 67, 1:2 Amavisca 69, 2:2 Hiørth 79, 2:3 M. Laudrup 90 2 06.12 1994 1:0 Pedersen 71, 2:0 Bisgaard 90                           |
| Trabzonspor – S.S. Lazio 1:2 i 1:2 1 22.11 1994 0:1 Rambaudi 59, 0:2 Negro 61, 1:2 Ünal 67 2 06.12 1994 0:1 Cravero 25, 1:1 Soner 73, 1:2 Di Vaio 75                                                               |
| Admira Wacker Wiedeń – Juventus F.C. 1:3 i 1:2 1 24.11 1994 0:1 Conte 9, 0:2 R. Baggio 16, 0:3 R. Baggio 42, 1:3 Binder 56 2 06.12 1994 0:1 Ferrera 17, 1:1 Wimmer 73, 1:2 Vialli 86                               |
| Eintracht Frankfurt – SSC Napoli 1:0 i 1:0 1 24.11 1994 1:0 Yeboah 56 2 02.12 1994 1:0 Felkenmayer 55 |
| FC Nantes – FC Sion 4:0 i 2:2 1 24.11 1994 1:0 Loko 15, 2:0 Ferri 33, 3:0 N’Doram 51, 4:0 Makeleie 78 2 08.12 1994 1:0 Loko 30, 2:0 N’Doram 31, 2:1 Herr 76, 2:2 Marin 82                                          |

## 1/4 finału
| Bayer 04 Leverkusen – FC Nantes 5:1 i 0:0 1 02.03 1995 1:0 Lehnhoff 9, 2:0 Kirsten 18, 2:1 Ouedec 64k, 3:1 Paulo Sergio 79, 4:1 Paulo Sergio 84, 5:1 Kirsten 89 2 16.03 1995 |
| Eintracht Frankfurt – Juventus F.C. 1:1 i 0:3 1 02.03 1995 0:1 Marocchi 37, 1:1 Furtok 74 2 16.03 1995 0:1 Conte 77, 0:2 Ravanelli 87, 0:3 Del Piero 90                      |
| S.S. Lazio – Borussia Dortmund 1:0 i 0:2 1 02.03 1995 1:0 Freund 68s 2 16.03 1995 0:1 Chapuisat 11k, 0:2 Riedle 90                                                           |
| AC Parma – Odense Boldklub 1:0 i 0:0 1 02.03 1995 1:0 Zola 49k 2 14.03 1995                                                                                                  |

## 1/2 finału
| Bayer 04 Leverkusen – AC Parma 1:2 i 0:3 1 04.04 1995 1:0 Paulo Sergio 20, 1:1 D. Baggio 48, 1:2 Asprilla 53 2 18.04 1995 0:1 Asprilla 4, 0:2 Asprilla 55, 0:3 Zola 67                                         |
| Juventus F.C. – Borussia Dortmund 2:2 i 2:1 1 04.04 1995 0:1 Reuter 8, 1:1 R. Baggio 28k, 1:2 A. Möller 71, 2:2 Kohler 88 (mecz w Mediolanie) 2 18.04 1995 1:0 Porrini 6, 1:1 Julio Cesar 10, 2:1 R. Baggio 31 |

## Finał
| AC Parma – Juventus F.C. 1:0 i 1:1 |
| 3 maja 1995 Parma Stadio Ennio Tardini (22 062) AC Parma – Juventus F.C. 1:0 (1:0) Sędzia: Antonio Jesús López Nieto (Hiszpania) Bramki: 1:0 Dino Baggio 5 Żółte kartki: Luigi Apolloni, Gabriele Pin, Gianfranco Zola, Néstor Sensini / Didier Deschamps, Alessio Tacchinardi Associazione Calcio Parma (trener Nevio Scala): Luca Bucci – Antonio Benarrivo (9 Roberto Mussi), Fernando Couto, Alberto Di Chiara, Lorenzo Minotti, Luigi Apolloni, Gabriele Pin, Dino Baggio, Néstor Sensini, Gianfranco Zola (89 Stefano Fiore), Faustino Asprilla Juventus Football Club (trener Marcello Lippi): Michelangelo Rampulla – Luca Fusi (72 Alessandro Del Piero), Angelo Di Livio, Alessio Tacchinardi, Robert Jarni, Massimo Carrera (46 Giancarlo Marocchi), Paulo Sousa, Didier Deschamps, Roberto Baggio, Gianluca Vialli, Fabrizio Ravanelli                                    |
| 17 maja 1995 Mediolan Stadio San Siro (80 754) Juventus F.C. – AC Parma 1:1 (1:0) Sędzia: Frans van den Wijngaert (Belgia) Bramki: 1:0 Gianluca Vialli 33, 1:1 Dino Baggio 54 Żółte kartki: Ciro Ferrara, Fabrizio Ravanelli, Gianluca Vialli / Fernando Couto, Lorenzo Minotti, Massimo Crippa, Faustino Asprilla Juventus Football Club (trener Marcello Lippi): Angelo Peruzzi – Moreno Torricelli, Robert Jarni, Ciro Ferrara, Sergio Porrini, Paulo Sousa, Angelo Di Livio (81 Massimo Carrera), Giancarlo Marocchi (74 Alessandro Del Piero), Gianluca Vialli, Roberto Baggio, Fabrizio Ravanelli Associazione Calcio Parma (trener Nevio Scala): Luca Bucci – Antonio Benarrivo (46 Roberto Mussi), Alberto Di Chiara (80 Marcello Castellini), Lorenzo Minotti, Massimo Sušić, Fernando Couto, Stefano Fiore, Massimo Crippa, Dino Baggio, Gianfranco Zola, Faustino Asprilla |